# Bignonia bracteomana
Bignonia bracteomana là một loài thực vật có hoa trong họ Chùm ớt. Loài này được (K.Schum. ex Sprague) L.G.Lohmann mô tả khoa học đầu tiên năm 2010.